# Kostel svatého Benedikta (Praha, Staré Město)
Kostel svatého Benedikta na Starém Městě je zaniklý románský kostel. Stával na místě dnešního obchodního domu Kotva na Starém Městě v Praze. Na někdejší kostel upomíná ulice Benediktská, pojmenovaná roku 1792.

## Historie
Kostel byl postaven ve 3. čtvrtině 12. století, na jeho místě se ale našly pozůstatky ještě starších hrobů. Kostel byl jednolodní s půlkruhovou apsidou, loď měla rozměry 11,65 x 6,95 m. Ve 2. čtvrtině 13. století přišel ke kostelu řád německých rytířů a kostel byl výrazně upravován (přistavěna severní a později i jižní boční loď), což souvisí také se stavbou staroměstského opevnění (hradební zeď byla přistavěna k východním částem nově postavených lodí). Němečtí rytíři si u kostela také zřídili svou komendu, do které byl zahrnut i starší románský dům v okolí kostela. Kostel zůstal vně komendy.
Po husitských válkách byla komenda opuštěna a její areál byl zabydlen řemeslníky a dalšími obyvateli města. Kostel byl přestavěn v renesančním slohu a pak se stal jádrem velkého raně barokního kostela sv. Norberta, který zde byl postaven jako součást Norbertina, premonstrátského vysokoškolského zařízení. Koncem 18. století byl kostel zbořen.
Základy kostela, komendy a hřbitova byly odhaleny roku 1968 před stavbou obchodního domu Kotva při rozsáhlém archeologickém, stavebně historickém a antropologickém průzkumu, který provádělo Pražské středisko státní památkové péče pod vedením Heleny Olmerové a Huberta Ječného. Přes protesty památkářů bylo veškeré zdivo a hroby ihned roku 1969 zničeny výstavbou podzemních garáží obchodního domu.